# Me soltaste
«Me soltaste» es una canción interpretada por el dúo mexicano Jesse & Joy incluido en cuarto álbum de estudio, Un besito más (2015). La compañía discográfica Warner Music México la lanzó como el cuarto sencillo oficial del álbum a principios de mes de febrero del 2017. Una versión remix de la canción salió tiempo después.

## Vídeo musical

### Filmación
El vídeo fue grabado bajo la dirección de Dillan Novak y publicado en el canal del dúo en YouTube el mismo día de lanzamiento.

## Promoción
La cantaron en el álbum en vivo Clichés Tour además también está dentro de las listas de canciones incluidas en sus giras musicales.

## Lista de canciones

### Descarga digital[7]
| Me soltaste — Single |                                   |          |  |
| N.º                  | Título                            | Duración |  |
| 1.                   | «Me soltaste»                     | 3:49     |  |
| 2.                   | «Me soltaste (DJ Swivel Version)» | 3:33     |  |

## Listas musicales
| País           | Chart     | Lista                  | Mejor posición |
| 2016           | 2016      | 2016                   | 2016           |
| -------------- | --------- | ---------------------- | -------------- |
| Estados Unidos | Billboard | Hot Latin Songs        | 50             |
| Estados Unidos | Billboard | Latin Pop Airplay      | 14             |
| México         | Billboard | Mexico Airplay         | 16             |
| México         | Billboard | Mexico Espanol Airplay | 5              |

## Historial de lanzamiento
| Región | Fecha                 | Formato                     | Discográfica              | Ref.   |
| ------ | --------------------- | --------------------------- | ------------------------- | ------ |
| México | 10 de febrero de 2017 | Descarga digital, Streaming | Warner Music S.A. de C.V. | [ 12 ] |